# Тияна Бошкович
Тияна Бошкович (на сръбски: Tijana Bošković; Тијана Бошковић) е сръбска волейболистка, част от женския сръбски национален отбор по волейбол. Тя е водещ реализатор за националния отбор при дебюта си на Световното първенство по волейбол за жени през 2014 г., и на Европейското първенство по волейбол за жени през 2017 г.
Настоящият ѝ клуб е Еджаджъбаши Витра

## Биография
Родена е на 8 март 1997 г. в Требине, Република Сръбска, (Босна и Херцеговина). Бошкович печели бронзов медал на Гранд при по волейбол през 2017 г. и наградата за най-добър диагонал. Избрана е за най-добър играч в Европа за 2017 г. от Европейската конфедерация по волейбол.
Избрана е от Олимпийския комитет на Сърбия за млад атлет на 2017 г. Бошкович е сребърна медалистка от Летните олимпийски игри в Рио де Жанейро през 2016 г. и от Световната купа по волейбол в Япония, 2015 г., бронзова медалистка от Европейското първенство по волейбол в Холандия и Белгия, 2015 и носителка на златен медал от Европейското първенство по волейбол през 2017 г.

## Клубове
| Клуб                | Години      |
| ------------------- | ----------- |
| Херцеговац (Билеча) | 2007 – 2011 |
| Партизан (Белград)  | 2011 – 2015 |
| Еджаджъбаши         | от 2015 г.  |

## Награди
- Световно клубно първенство, „Най-добър диагонал“, 2016
- „Най-ценен играч“, Световна клубно първенство, 2016
- 2016 – 17 Турска волейболна лига „Най-добър диагонал“, 2017
- Световно клубно първенство, „Най-добър диагонал“, 2017
- Световно Гранд при първенство, „Най-добър диагонал“, 2017
- Европейско първенство, 2017, Най-ценен играч
- Най-добър играч на Европа, 2017
- Млад атлет на годината, 2017

## Галерия
- Тияна Бошкович в атака
- Троен блок от Милена Рашич и Тияна Малешевич